# Spitzli (Appenzellerland)
Das Spitzli ist ein – je nach Quelle – 1519 m ü. M. oder 1520 m hoher Berg in den Ostschweizerischen Voralpen bzw. im Appenzellerland. Er liegt südlich des Ortes Urnäsch. Auf den Berg führen mehrere Wanderwege.
Das ganze Gebiet des Spitzli steht unter «totale[m] Pflanzenschutz».